# Martin Tešovič
Martin Tešovič (* 26. Oktober 1974) ist ein slowakischer Gewichtheber und Bobfahrer.

## Karriere
Martin Tešovič nahm an den Olympischen Sommerspielen 1996 im Gewichtheben teil. Auch 2004 war er dabei, konnte aber keinen erfolgreichen Versuch landen. 2008 in Peking trat er bei dem Wettbewerb bis 105 kg nicht an. Bei den Olympischen Winterspielen 2010 nahm er mit der Slowakischen Mannschaft am Wettbewerb im Viererbob teil, die Mannschaft konnte den Wettbewerb jedoch nicht beenden.
Er gewann die Goldmedaille bei der Weltmeisterschaft 1997 in der Kategorie bis 99 kg mit einer Gesamtleistung von 400 kg und die Bronzemedaille bei der Weltmeisterschaft 2005 in der Kategorie bis 105 kg mit einer Gesamtleistung von 412 kg.
Bei den Europameisterschaften holte der Slowake die Bronze 1997 mit 377,5 kg. 2007 wurde er Europameister in der Gewichtsklasse bis 105 kg mit einem Zweikampfergebnis von 411 kg.
Tešovič ist als Gewichtheber Mitglied beim niederösterreichischen Verein AKH Vösendorf, den er bereits mehrmals zum Staatsmeistertitel verhalf. In der Ewigen Rangliste von Anfang 2010 belegte er Rang 1.